# Adlectio

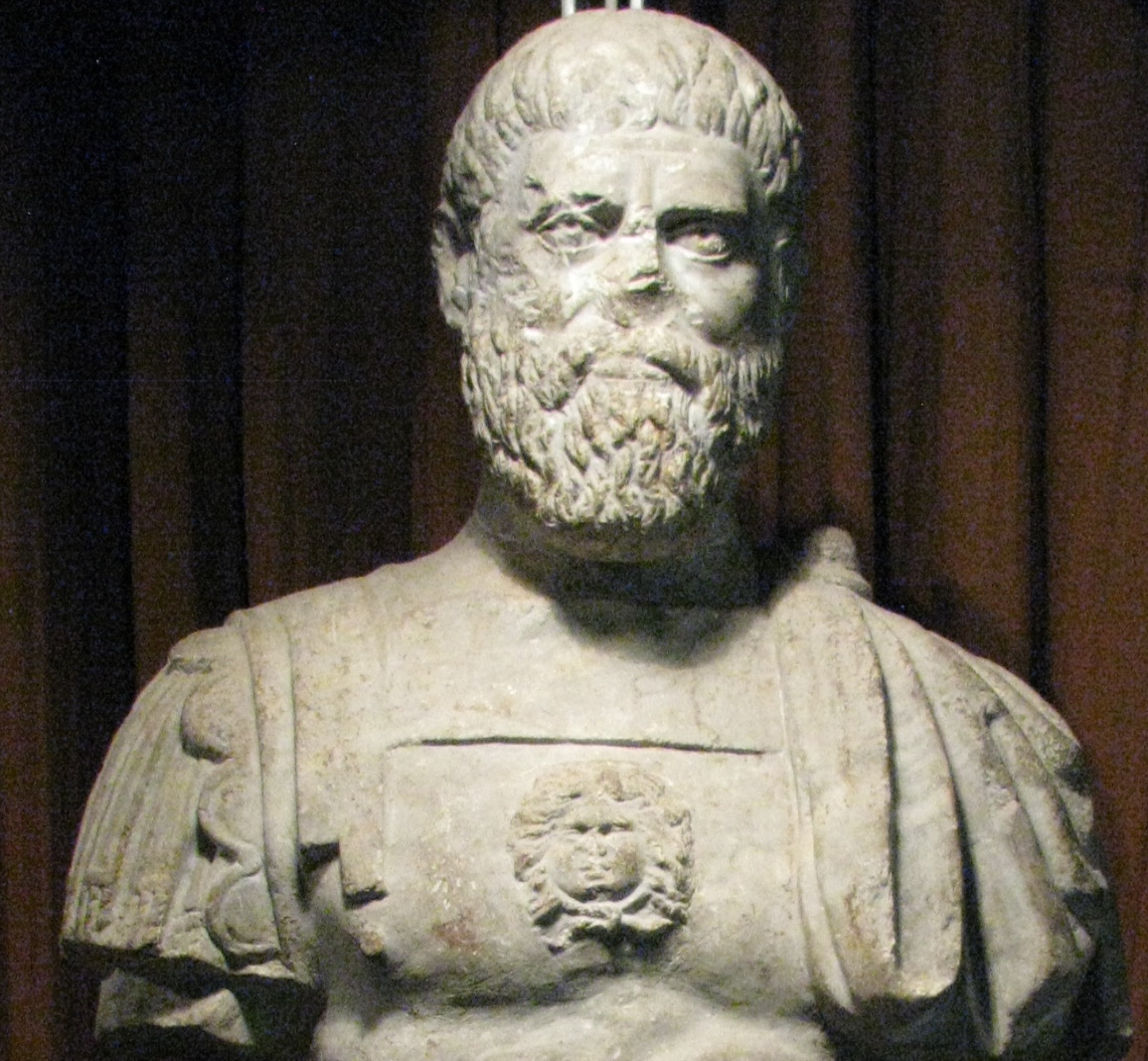
El futuro emperador Pertinax obtuvo de Marco Aurelio, gracias a los éxitos militares logrados durante las guerras marcomanas, una adlectio en el senado, pasando a formar parte de los praetorii.

La adlectio era un procedimiento jurídico y político particular del sistema institucional de la Antigua Roma con el que una persona era admitida a formar parte de un organismo político, administrativo, militar o religioso, mediante el nombramiento del nuevo cargo por parte de un magistrado, un emperador o el senado. 
En el período republicano, con una mayoría compuesta por patricios, los senadores de origen plebeyo fueron designados como 'adlecti', y, posteriormente, los senadores designados por hechos excepcionales, incluso excediendo el número establecido de miembros de la asamblea senatorial.
En la época imperial, la adlectio se usaba no solo para permitir que un ciudadano se uniera al senado, sino también para promover a un senador a un cargo superior.
El censor era el magistrado que durante la época republicana, con la adlectio, podía nombrar directamente un senador, insertándolo entre los de menor rango. Por esta razón, incluso el emperador, a quien se le atribuía el cargo de censor, podía hacer nombramientos directos por voluntad propia. Cuando Domiciano fue nombrado censor vitalicio, este poder fue reconocido a todos los emperadores que lo siguieron, sin asumir el título de censor. La nominación imperial, en comparación con la senatorial, también permitió el paso a una clase superior, como si el nuevo senador ya hubiera cubierto en parte el cursus honorum.
En las asambleas de los municipios o colonias la adlectio provenía a menudo de los decuriones, que de esta forma, atribuían el puesto de decurión a quienes eran ajenos a la comunidad local, pero que ya disfrutaban de la ciudadanía romana, y también les hacía adquirir la ciudadanía local.
También se utilizó el instrumento de la adlectio para el nombramiento de miembros de los seviratos Augustales, un colegio formado por los ciudadanos más ricos de las provincias o colonias que habían erigido templos o santuarios para el culto del emperador y de la diosa Roma, demostrando así su lealtad al gobierno central.
En la colonia de Narbo Martius (Narbona), en una inscripción de dedicación del ara Augusti (año 2) se informa la prescripción según la que, cada año, seis ciudadanos plebeyos del lugar, caballeros romanos, eran elegidos para el cargo de seviri augustales con la obligación de ofrecer un sacrificio en honor del emperador y distribuir incienso y vino gratis a todos los habitantes del lugar. Durante el siglo I y hasta mediados del II, en el Imperio, los seviri augustales en los municipios constituyeron una magistratura propia de un año, que posteriormente se convirtió en un ordo religioso, donde se admitían nuevos miembros por adlectio, para formar parte de él de por vida, con la obligación de ofrecer espectáculos públicos gratuitos al pueblo. El título también podría ser asignado como un simple reconocimiento honorífico, pero en este caso, se lo denominó simplemente como Augustales. En épocas posteriores, el cargo llegó a ser forzado.
El proceso llegó a ser muy arbitrario a veces. Julio César lo utilizó para aumentar él número de senadores y los emperadores continuaron la tradición con cierta prudencia al principio, como el caso de Augusto y Claudio, pero Domiciano, Macrino y otros lo utilizaron a discreción.